# 부상일
부상일(夫相一, 1971년 8월 19일, 제주도 북제주군 구좌면 평대리 ~ )은 대한민국의 법조인 및 정치인이다.

## 학력
- 1978.03 ~ 1984.02 광양국민학교 졸업
- 1984.03 ~ 1987.02 제주제일중학교 졸업
- 1987.03 ~ 1990.02 제주제일고등학교 졸업
- 1990.03 ~ 1996.02 서울대학교 자연과학 학사
- 1996.03 ~ 1998.02 서울대학교 대학원 법학과

## 경력
- 1999.12 제41회 사법시험 합격
- 2002.02 제31기 사법연수원 수료
- 2002.02 ~ 2004.02 청주지방검찰청 검사
- 2004.02 ~ 2006.02 제주지방검찰청 검사
- 2006.02 ~ 2007.10 의정부지방검찰청 검사
- 2007.11 ~ 2009.08 제주대학교 법정대학 법학부 조교수
- 2008.01 ~ 2008.02 제17대 대통령직 인수위원회 상임자문위원
- 2009.08 ~ 2011.07 한나라당 제주도당 위원장
- 2009.10 ~ 법무법인(유한) 정률 변호사
- 2011.07 ~ 2012.02 한나라당 제주지역발전특별위원회 위원장
- 2015.01 ~ 씨케이인베스트먼트 감사
- 2016.09 ~ 2016.12 새누리당 수석부대변인
- 2017.12.30 새누리당 탈당
- 2017.01.21 바른정당 입당
- 2017.12.20 바른정당 탈당
- 2019.12.18 자유한국당 복당
- 2020.07 ~ 2020.09 미래통합당 제주도당 제주시 을 당협위원장
- 2020.09 국민의힘 제주도당 제주시 을 당협위원장
- 2020.11 국민의힘 4·3해결특별위원회 위원장

## 공천 취소
- 2012년 3월 22일 '공천 취소' 부상일 "중앙당 결정 수용"...'불출마'

## 역대 선거 결과
|  | 37.83% |

|  | 42.26% |

|  | 41.06% |

|  | 45.14% |